# Chili aux Jeux olympiques d'été de 2016
Le Chili participe aux Jeux olympiques d'été de 2016 à Rio de Janeiro au Brésil du 5 au 21 août 2016. Il s'agit de sa 23e participation à des Jeux d'été.

## Athlétisme

### Homme

#### Course
| Athlètes       | Compétitions | Série | Série | Demi-Finales | Demi-Finales | Finale          | Finale |
| Athlètes       | Compétitions | Temps | Rang  | Temps        | Rang         | Temps           | Rang   |
| -------------- | ------------ | ----- | ----- | ------------ | ------------ | --------------- | ------ |
| Víctor Aravena | Marathon     | NC    | NC    | NC           | NC           | 2 h 17 min 49 s | 42e    |
| Daniel Estrada | Marathon     | NC    | NC    | NC           | NC           | 2 h 25 min 33 s | 98e    |
| Enzo Yanez     | Marathon     | NC    | NC    | NC           | NC           | 2 h 27 min 47 s | 108e   |
| Yerko Araya    | 20 km marche | NC    | NC    | NC           | NC           | 1 h 22 min 23 s | 25e    |
| Edward Araya   | 50 km marche | NC    | NC    | NC           | NC           | DSQ             | /      |

### Femme

#### Course
| Athlètes        | Compétitions | Série   | Série | Demi-Finales | Demi-Finales | Finale          | Finale  |
| Athlètes        | Compétitions | Temps   | Rang  | Temps        | Rang         | Temps           | Rang    |
| --------------- | ------------ | ------- | ----- | ------------ | ------------ | --------------- | ------- |
| Isidora Jiménez | 200 mètres   | 23 s 29 | 5e    | Eliminé      | Eliminé      | Eliminé         | Eliminé |
| Érika Olivera   | Marathon     | NC      | NC    | NC           | NC           | 2 h 50 min 29 s | 105e    |
| Natalia Romero  | Marathon     | NC      | NC    | NC           | NC           | 3 h 01 min 29 s | 123e    |

## Aviron
Légende: FA = finale A (médaille) ; FB = finale B (pas de médaille) ; FC = finale C (pas de médaille) ; FD = finale D (pas de médaille) ; FE = finale E (pas de médaille) ; FF = finale F (pas de médaille) ; SA/B = demi-finales A/B ; SC/D = demi-finales C/D ; SE/F = demi-finales E/F ; QF = quarts de finale; R= repêchage
| Athlète                           | Compétition                        | Séries        | Séries | Repêchage     | Repêchage | Demi-finales  | Demi-finales | Finale        | Finale |
| Athlète                           | Compétition                        | Temps         | Rang   | Temps         | Rang      | Temps         | Rang         | Temps         | Rang   |
| --------------------------------- | ---------------------------------- | ------------- | ------ | ------------- | --------- | ------------- | ------------ | ------------- | ------ |
| Felipe Cárdenas Bernardo Guerrero | Deux de couple poids légers hommes | 6 min 38 s 95 | 3 R    | 7 min 11 s 38 | 4 SC/D    | 7 min 24 s 71 | 3 FC         | 6 min 47 s 67 | 17     |
| Melita Abraham Josefa Vila        | Deux de couple poids légers femmes | 7 min 20 s 63 | 4 R    | 8 min 11 s 97 | 4 SC/D    | 8 min 20 s 26 | 3 FC         | 7 min 46 s 99 | 17     |

## Tir à l'arc
| Athlète      | Compétition | Tour préliminaire | Tour préliminaire | 1er tour                 | 2e tour                     | 3e tour                           | Quarts de finale | Demi-finales     | Match pour la médaille de bronze | Match pour la médaille de bronze | Finale           | Finale |
| Athlète      | Compétition | Score             | Rang              | Adversaire Score         | Adversaire Score            | Adversaire Score                  | Adversaire Score | Adversaire Score | Adversaire Score                 | Rang                             | Adversaire Score | Rang   |
| ------------ | ----------- | ----------------- | ----------------- | ------------------------ | --------------------------- | --------------------------------- | ---------------- | ---------------- | -------------------------------- | -------------------------------- | ---------------- | ------ |
| Ricardo Soto | Individuel  | 675               | 13e               | Bat Anton Prylepau 6 - 5 | Bat Bernardo Oliveira 7 - 1 | Battu par Sjef van den Berg 6 - 5 | non qualifié     | non qualifié     | non qualifié                     | non qualifié                     | non qualifié     | 15e    |